# Ванемуйне (театр)
Театр «Ванемуйне» (ест. Teater Vanemuine) — найстаріший театр Естонії, що об'єднує всі жанри театрально-сценічного мистецтва: оперу, драму, оперету й балет. Розташований у місті Тарту.

## Історія театру
24 червня 1870 року, в 5-у річницю створення Товариства Ванемуйне (ест. Vanemuise Selts)
було поставлено п'єсу Л. Койдули «Кузина з Сааремаа» (ест. Saaremaa Onupoeg). Ця постановка поклала початок Естонському національному театру й театру «Ванемуйне». До 1905 року театр діяв, як любительський. Перша будівля театру містилась по вулиці Яма й була зруйнована пожежею у 1903 році.
Протягом 1878–1903 років, переважно силами любителів, під керівництвом режисера й диригента А. Війри ставились музичні спектаклі.
У 1906 році на вулиці Айя відкрита спроєктована А. Ліндгреном нова будівля театру. З цього часу діяльність колективу набула професійного характеру. Протягом 1906–1914 років у репертуарі театру переважали драматичні спектаклі. З 1933 року на сцені «Ванемуйне» систематично ставлять й опери. У 1935 році створюється балетна трупа (балетмейстер І. Урбель). У 1940 року театр очолив режисер К. Ірд. Під його керівництвом театром здійснено багато значних постановок.
У 1944 році будівля театру повністю згоріла, тому його було переведено в будівлю колишнього Німецького театру Тарту. У роки радянської влади театр носив назву: Державний ордена Трудового Червоного Прапора академічний театр «Ванемуйне» Естонської РСР.
Поточний репертуар театру становить близько 40 постановок, що відносяться до різних жанрів. Театральний сезон триває з вересня по травень, проте, з урахуванням різноманітних літніх проєктів, цілком можна стверджувати, що театр працює цілий рік.

## Керівники театру
- Карл Меннінг (1874-1941).

## Будівлі театру
У театру «Ванемуйне» три будівлі:
- «Великий будинок» на 700 місць: зведений і відкритий у 1967 році на місці згорілої вщент під час німецько-радянської війни будівлі по вулиці Айя, 6 (нині — Ванемуйзе, 6).
- «Малий будинок» на 440 місць: будівля колишнього Німецького театру Тарту, відновлена у 1991 році після пожежі 1978 року.
- «Театр біля причалу» з залою типу «чорна скриня» (black-box) зі змінною кількістю місць.